# 하현정

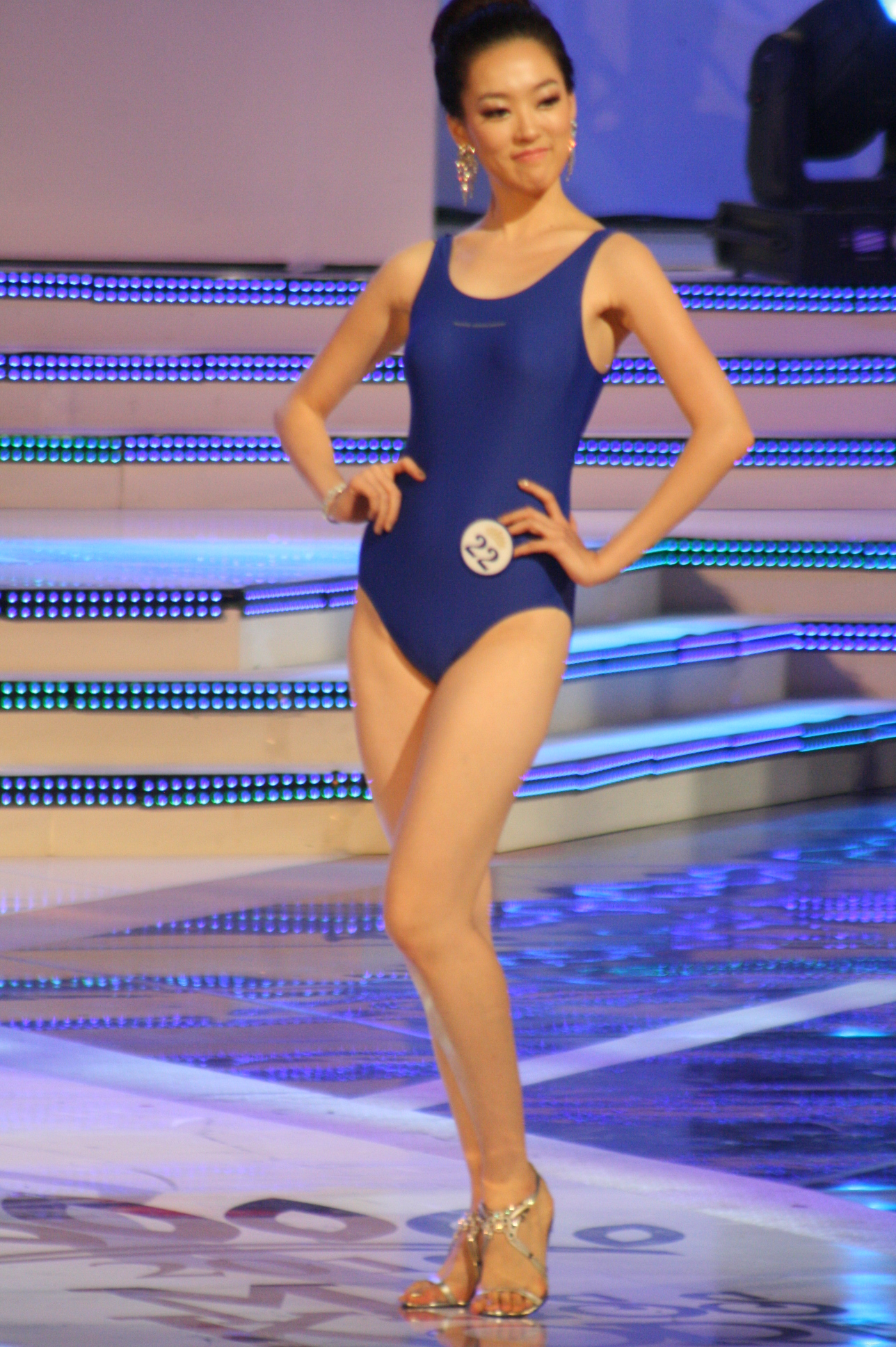
2010년 미스 코리아 선발 대회 당시의
수영복 심사 퍼레이드 때의 하현정

하현정(河賢貞, 1987년 6월 20일~)은 대한민국의 2010년 미스코리아 미(美) 출신의 방송인이다. 2010년 9월 25일 미스코리아 미 자격으로 출전한 제18회 2010 미스 투어리즘 퀸 인터내셔널에서 대한민국 최초로 국제 미인대회 1위를 차지했다. 또한 2011년에 첫 연극 작품을 통하여 배우로 데뷔하였으며, 2016년에 마지막 뮤지컬 작품을 통하여 5년여만에 배우에서는 은퇴하였다.

## 프로필
- 출생 : 1987년 6월 20일[3]
- 신체 : 172.8 cm, 54.2 kg, 34-25-34
- 학력 : 동국대학교 연극과
- 수상 : 2010년 미스코리아 미(美), 2010년 미스코리아 서울 미(美), 2010년 미스 투어리즘 퀸 오브 더 이어 인터내셔널 1위 & 미스 매력상
- 경력 : 연극 '우리 읍내(2011)' & '꽃마차는 달려간다(2013)' · 뮤지컬 '페임(2015)' & '유린타운(2016)' 등 출연, 2010년 한마음혈액원 홍보대사, 2011년 세계 7대 자연경관선정 홍보대사
- 취미 : 영화 감상, 독서
- 특기 : 연기, 재즈댄스, 요가

## 트리비아
- 키: 172.8cm
- 몸무게: 54.2kg
- 혈액형: A형
- 신체사이즈: 가슴: 34 in (86.4 cm)
- 허리: 25 in (63.5 cm)
- 엉덩이: 34 in (86.4 cm)

## 주요 방송 출연작

### 텔레비전 프로그램
- 2011년 OBS 《정보 쇼 베스트》
- 2015년 KBS2 《생생 정보통》

## 같이 보기
- 2010년 미스코리아
- 미스코리아 서울